# Johannes Arnoldus Oosterbaan
Johannes Arnoldus Oosterbaan (* 15. Mai 1910 in Hilversum; † 20. September 1998 in Haarlem) war ein mennonitischer Theologe.

## Leben
Er studierte Jura und danach Theologie an der Universität Amsterdam. Als Nachfolger von Willem Leendertz wurde er 1954 Professor der Philosophie und Ethik an der Universität Amsterdam und für christliche Glaubens- und Sittenlehre am Doopsgezinde Seminarie.

## Schriften (Auswahl)
- Hegels Phaenomenologie des Geistes en de theologische kenleer. Haarlem 1953, OCLC 31633816.
- Het midden en de middelaar. Haarlem 1954, OCLC 4985351.
- Barth en Hegel. Leven en denken vanuit de verzoening. Alphen aan den Rijn 1978, ISBN 90-6092-029-5.
- Doordacht geloven. Verspreide geschriften. Zoetermeer 2000, ISBN 90-239-0715-9.